# شيليغان (ديباج)
شيليغان (بالفارسية: شیلیگان) هي مستوطنة تقع في إيران في قسم دیباج الريفي. يقدر عدد سكانها بـ 756 نسمة .